# Igor Woronczichin
Igor Nikołajewicz Woronczichin (ros. Игорь Николаевич Ворончихин, ur. 14 kwietnia 1938 w Moskwie – zm. 10 marca 2009 tamże) – rosyjski biegacz narciarski reprezentujący Związek Radziecki, dwukrotny medalista olimpijski.

## Kariera
Jego olimpijskim debiutem były igrzyska w Innsbrucku w 1964 roku. Wspólnie z Giennadijem Waganowem, Iwanem Utrobinem i Pawłem Kołczinem wywalczył tam brązowy medal w sztafecie 4 × 10 km. Ponadto w biegu na 30 km techniką klasyczną zdobył kolejny brązowy medal, wyprzedzili go jedynie zwycięzca Eero Mäntyranta z Finlandii oraz drugi na mecie Harald Grønningen z Norwegii. Startował także na igrzyskach olimpijskich w Grenoble zajmując 31. miejsce w biegu na dystansie 50 km stylem klasycznym. Nie startował już na kolejnych igrzyskach. Nie startował też nigdy na mistrzostwach świata.
Ponadto Woronczichin był dwukrotnie mistrzem Związku Radzieckiego: w 1964 roku w biegu na 30 km oraz w 1966 roku w sztafecie. Po zakończeniu kariery pracował jako trener. Trenował także reprezentację ZSRR.

## Osiągnięcia

### Igrzyska olimpijskie
| Miejsce | Dzień       | Rok  | Miejscowość | Konkurencja             | Czas biegu  | Strata       | Zwycięzca       |
| ------- | ----------- | ---- | ----------- | ----------------------- | ----------- | ------------ | --------------- |
| 3.      | 30 stycznia | 1964 | Innsbruck   | 30 km stylem klasycznym | 1:30:50.7 h | +1:25.1 min  | Eero Mäntyranta |
| 7.      | 2 lutego    | 1964 | Innsbruck   | 15 km stylem klasycznym | 50:54.1 min | +59.8 s      | Eero Mäntyranta |
| 11.     | 5 lutego    | 1964 | Innsbruck   | 50 km stylem klasycznym | 2:43:52.6 h | +5:29.1 min  | Sixten Jernberg |
| 3.      | 8 lutego    | 1964 | Innsbruck   | Sztafeta 4 × 10 km      | 2:18:34.6 h | +12:3 s      | Szwecja         |
| 31.     | 17 lutego   | 1968 | Grenoble    | 50 km stylem klasycznym | 2:28:45.8 h | +12:02.4 min | Ole Ellefsæter  |